# ساحة فلورانس
ساحة فلورانس أو ساحة فلورنسا بمدينة فاس المغربية، هي ساحة تقع بمحاذاة شارع الحسن الثاني، وهي فضاء أخضر يعتبر متنفسا لساكنة مدينة فاس، رغم ما طالها من إهمال في السنوات الأخيرة. 
هي ساحة أنشأها المستعمر الفرنسي وسط مدينة فاس في عشرينيات القرن 20، وكانت تحمل في السابق اسم المقيم العام الفرنسي "الجنرال ليوطي"، إذ كانت تسمى ساحة ليوطي. وقد شهدت هذه الساحة مع بداية سنة 2011 تمركزا أساسيا لانطلاق العديد من الاحتجاجات على رأسها حركة 20 فبراير، كما تحتضن بين الفينة والأخرى وقفات احتجاجية للمعطلين والهيئات الحزبية والنقابية.